# 蓋亞目錄

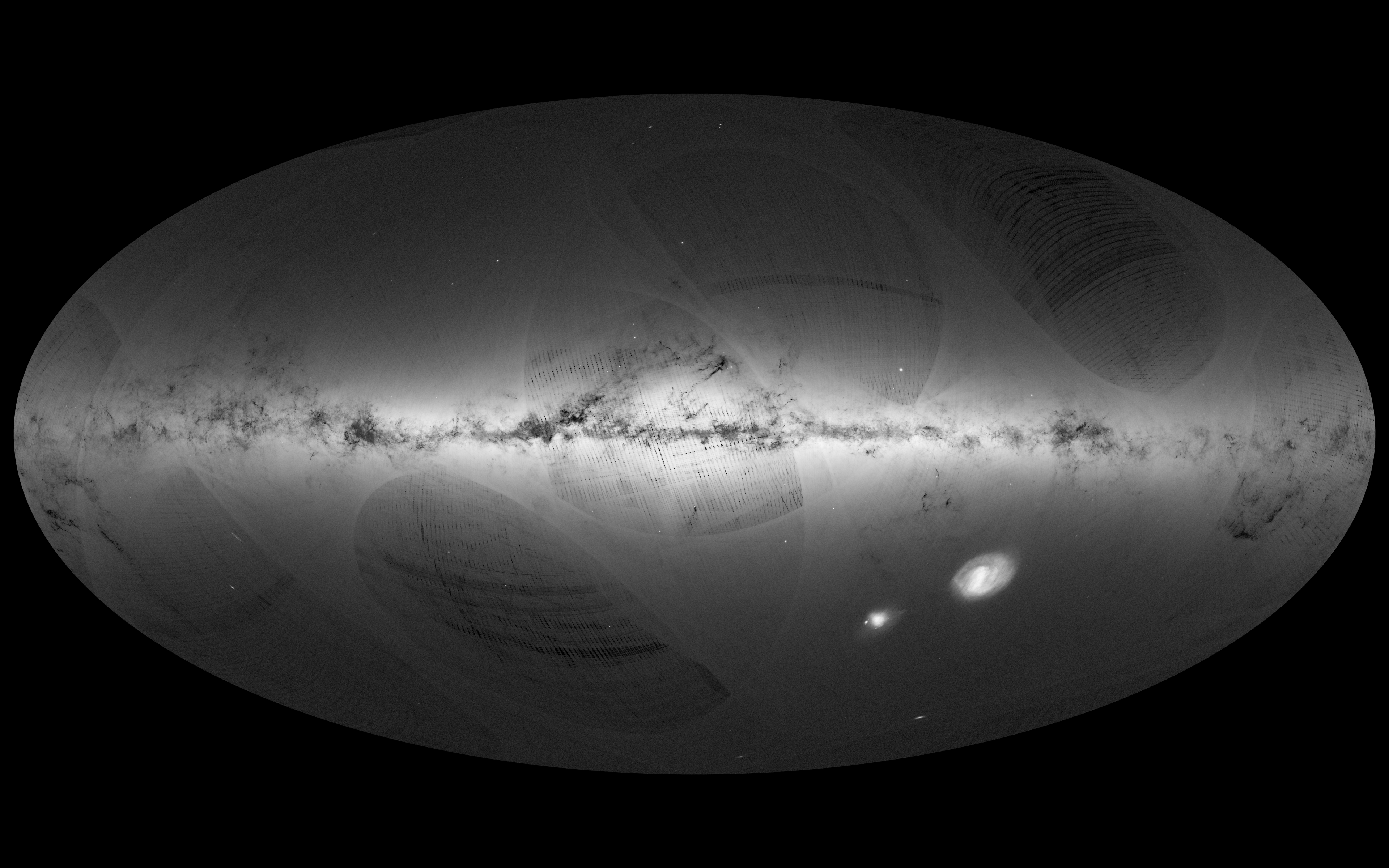
基於「蓋亞任務」在2014年7月至2015年9月第一年觀測的銀河系和鄰近星系恆星的全天空視圖。此圖顯示了「蓋亞」在天空每一部分觀測到的恆星密度。越亮的區域表示恆星密度越大，而越暗的區域對應於觀察到恆星越少的天空斑塊。

蓋亞目錄是使用「蓋亞」太空望遠鏡獲得的結果創建的星表。
目錄分階段發佈，將包含越來越多的資訊；早期釋放的數據也錯過了一些恆星，尤其是位於緻密恆星場中較暗的恆星。每個發佈的數據都可以在「蓋亞」的數據檔案中查核。

## 蓋亞初始源清單
蓋亞初始源清單（IGSL，Initial Gaia Source List）是為支持「蓋亞任務」而創建的12億個天體的恆星目錄。任務本應完全根據自己的數據提供一份目錄。對於第一個星表，蓋亞DR1，需要一種方法來將觀測結果分配給一個物體，並將其與其它星表中的物體進行比較。為了這個目的，從其它幾個目錄中彙編了一個單獨的天體目錄，大致代表了蓋亞任務開始時的天文學知識狀態。

### 姿態星表
姿態星表是IGSL的一個子集，用於「蓋亞」數據迴圈運算評估中的第一近似。2013年創建了第一個版本，2014年4月創建了更精細的版本。總的來說，姿態星表包含817,3331個條目，其中包含關於位置、自行和星等的資訊。從蓋亞DR2開始，使用相同的標準，用蓋亞主資料庫（MDB，Main Data Base）生成的新清單取代了姿態星表。

### 蓋亞分光光度法標準星表
IGSL包含了校準光度量測所需的大約200顆不同光譜類別和星等的恆星清單。這是蓋亞分光光度法標準恆星調查（SPSS，Spectrophotometric Standard Stars Survey）的結果，該調查是在蓋亞任務之前，使用基於地球的數據對恆星進行的選擇。因為以前的星等校準目錄中，許多物體太亮，「蓋亞」無法探測，因而無法用於此次任務。預期所選的一些恆星可能是以前未被識別的雙星或變星，需要從星表中删除；出於這個原因，清單中包含的恆星比必要的更多。對於Gaia EDR3（早期數據發佈3，Early Data Release 3），從用於校準的100,000多個對象中進行了選擇。這些都是根據Stetson二級標準選擇的觀測良好的物體，但只使用了蓋亞數據。

### 蓋亞初始類星體目錄
為IGSL編制了一份基於大型類星體天體量測目錄的類星體清單。這回過來又回到了史隆數位巡天。從100多萬個天體中，選出了15萬個處於蓋亞的星等極限範圍內的類星體：所選的對象已經得到很好的觀察和記錄。在大多數情况下，類星體的距離很遙遠，因此它們的自行和視差小到可以忽略不計。

### 蓋亞黃極目錄
蓋亞黃極目錄（GEPC，Gaia Ecliptic Pole Catalogue）是為量測黃道極點而創建的。目錄的南部是根據智利拉西拉的馬克斯·普朗克天文研究所MPG/ESO望遠鏡的觀測結果彙編而成的。它包含精確的位置，南部場的UBV I測光和相應的星等。北部是由夏威夷毛納基亞的加法夏望遠鏡創建的。
GEPC v3.0目錄來自北極和南極各一平方度的區域，包含612,946個物體。北極相對稀疏，包含164,468個天體，而南極因為仍屬大麥哲倫雲區域，包含448,478個天體。GEPC數據在任務開始時就需要用於初始校準。「蓋亞」太空望遠鏡的調試階段於2014年7月18日結束。 接下來是28天的校準階段，在此期間對黃極進行了密集量測。在此期間，「蓋亞」在黃道極掃描定律模式（EPSL，Ecliptic Poles Scan Law mode）下運行，在該模式下，每一次公轉對兩個極點量測兩次。最初的星表用於蓋亞DR1，以將「蓋亞」發現的天體與以前的恆星星表相匹配。.

## 蓋亞DR1
Gaia DR1是基於截至2015年9月的14個月觀測結果，首次發布的數據，於2016年9月13日發佈。它包括"僅使用「蓋亞」數據的11億顆恆星在單個光帶中的位置和星等，200多萬顆恆星的位置、視差和自行"，基於這兩個星表中這些天體的「蓋亞」和第谷第二星表數據的組合，"約3,000顆變星的光變曲線和特徵，以及用於定義天體參考系的2,000多個河外源的位置和星等"。

## 蓋亞DR2

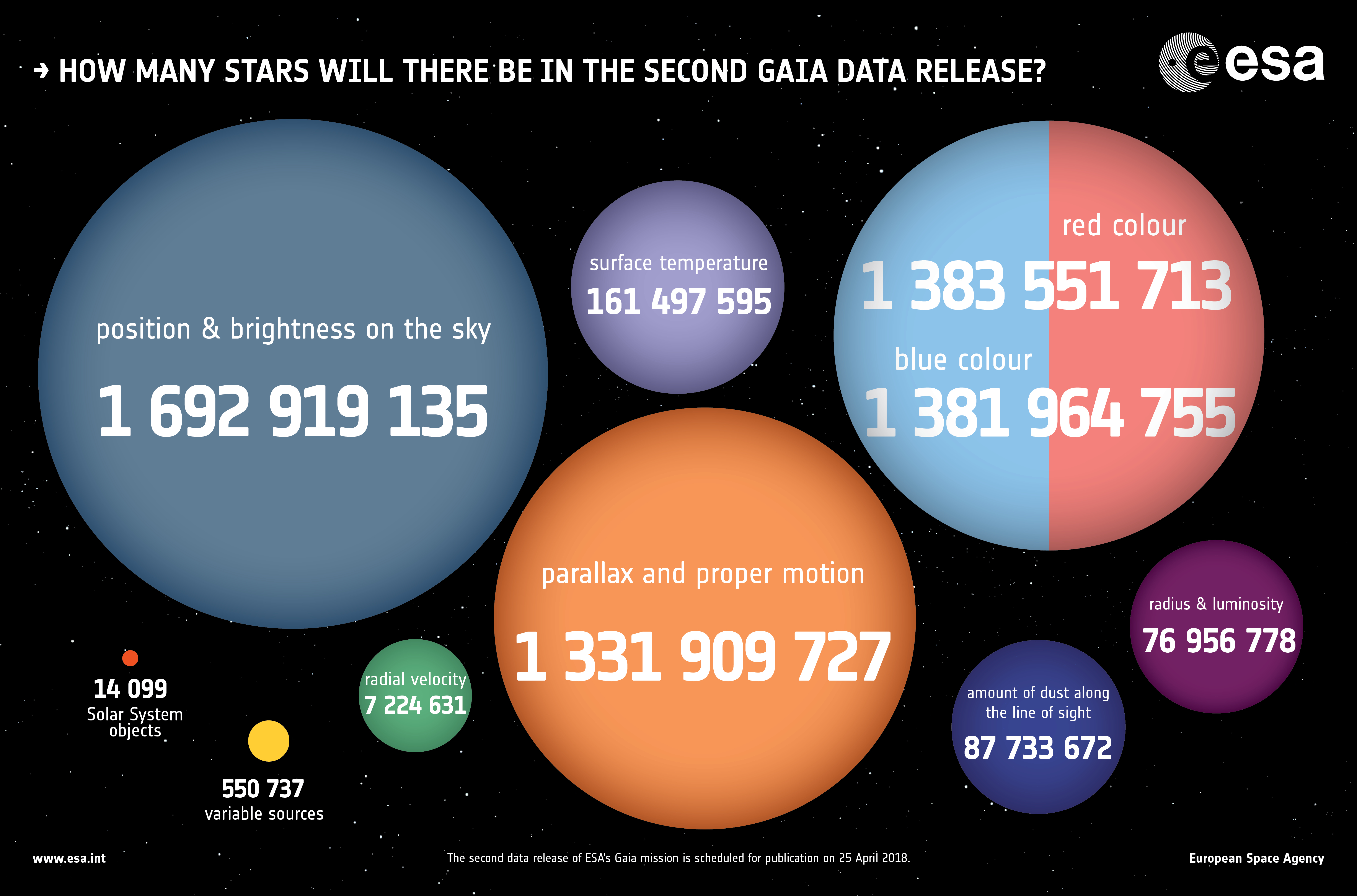
在蓋亞DR2的恆星

第二次數據（DR2）在2018年4月25日發佈，是基於2014年7月25日至2016年5月23日期間，22個月的觀測結果。它包括大約13億顆恆星的位置、視差和自行，以及另外3億顆恆星在g=3–20星等範圍內的位置，大約11億顆恆星的紅色和藍色光度數據，另外4億顆的單色光度數據，以及大約700萬顆星等在4到13等之間的恒星的徑向速度中值。它還包含14,000多個選定的太陽系天體數據。
DR2中的座標使用第二個「蓋亞」天體參考系（「蓋亞」-CRF2｛｛anchor|CRF｝｝），該參考系基於對492,006個被認為是類星體源的觀測，並被描述為「ICRS的第一個完整的光學實現……僅建立在河外源上。」 「蓋亞」-CRF2共有2,843個源的位置與ICRF3的初步版本的比較顯示，儘管單個源可能有幾個mas的差異，但總體一致性為20至30μas。由於資料處理程式將蓋亞的個別觀測與天空中的特定來源聯系起來，在某些情况下，第二次數據發佈中觀測與來源的關聯將有所不同。因此，DR2使用與DR1不同的源標識號。DR2數據已經發現了許多問題，包括天體量測中的小系統誤差和擁擠恆星場中徑向速度值的嚴重污染，這可能會影響大約1%的徑向速度值。正在進行的工作應在未來的版本中解决這些問題。蓋亞幫助平台於2019年12月為使用蓋亞DR2的研究人員編制了一份指南，該指南收集了「與DR2相關的所有資訊、提示和技巧、陷阱、警告和建議」。

## 蓋亞DR3
由於數據管道中的不確定性，基於34個月的觀測，第三次數據發佈被分為兩部分，因此先準備好的數據先發佈。第一部分，早期數據發佈3（EDR3，Early Data Release 3），包括改進的位置、視差和自行，於2020年12月3日發佈。基於對1,614,173個河外源的觀測，EDR3中的座標使用了新版本的「蓋亞」天球參考系（「蓋亞」-CRF3），其中2,269個是國際天球參考系（ICRF3）第三次修訂中的無線電源所共有的。其中包括蓋亞近恆星目錄（GCNS，Gaia Catalogue of Nearby Stars），包含331,312顆（名義上的） 100秒差距（330光年）的恆星。
2022年6月13日發佈完整的DR3，包括EDR3數據和太陽系數據；變異性資訊；非單顆恆星、類星體和擴充的天體結果；天體物理參數；以及一個特殊的數据集，蓋亞仙女座光度量測（GAPS，Gaia Andromeda Photometric Survey），為位於以仙女座星系為中心的5.5°半徑區域內約100萬個光源提供了光度時間序列。由於新冠肺炎大流行對蓋亞資料處理和分析聯盟的影響，EDR3和DR3的發佈日期被延後。

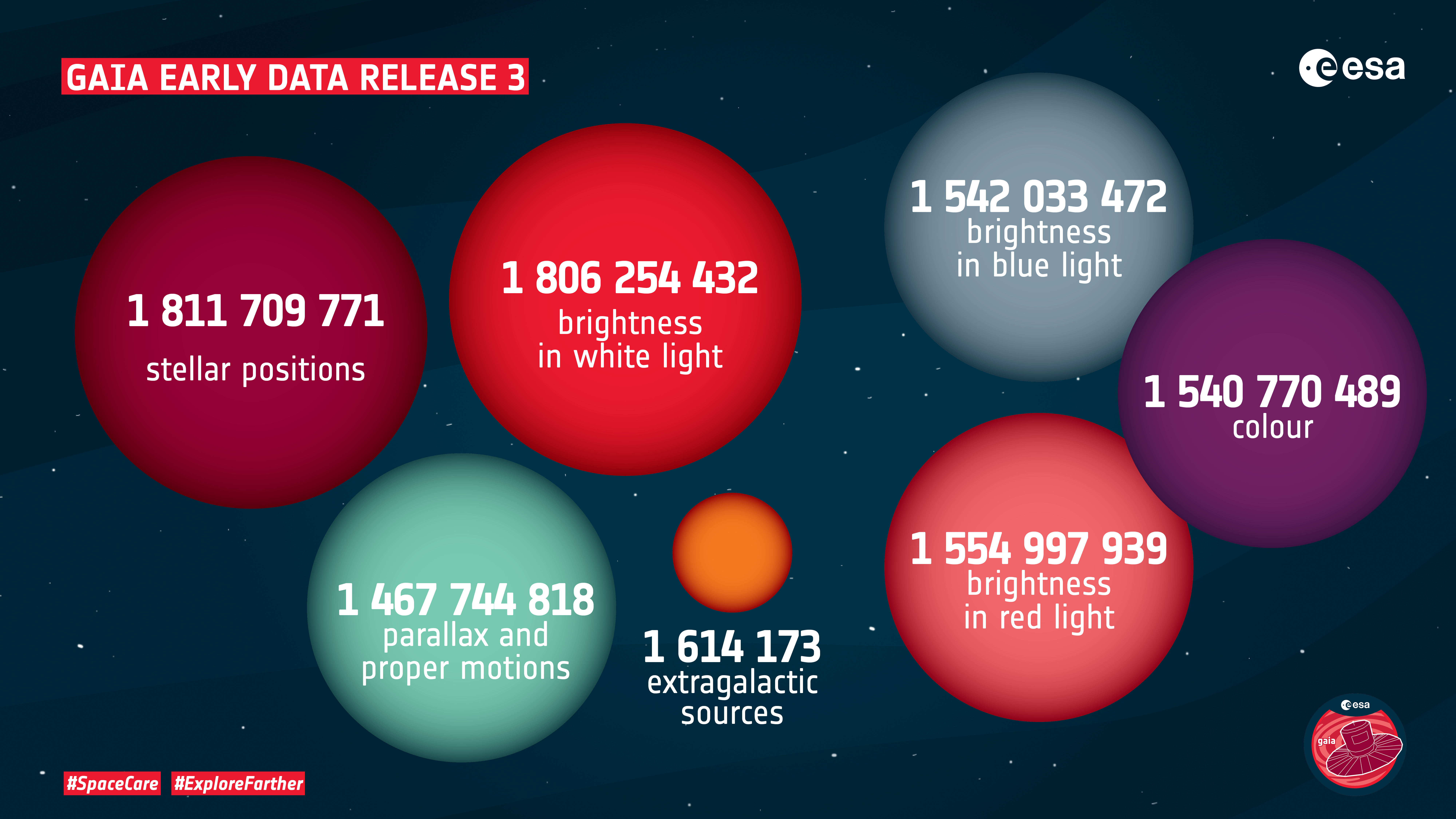
「蓋亞」早期數據發佈3（EDR3）中的恆星和其它物體
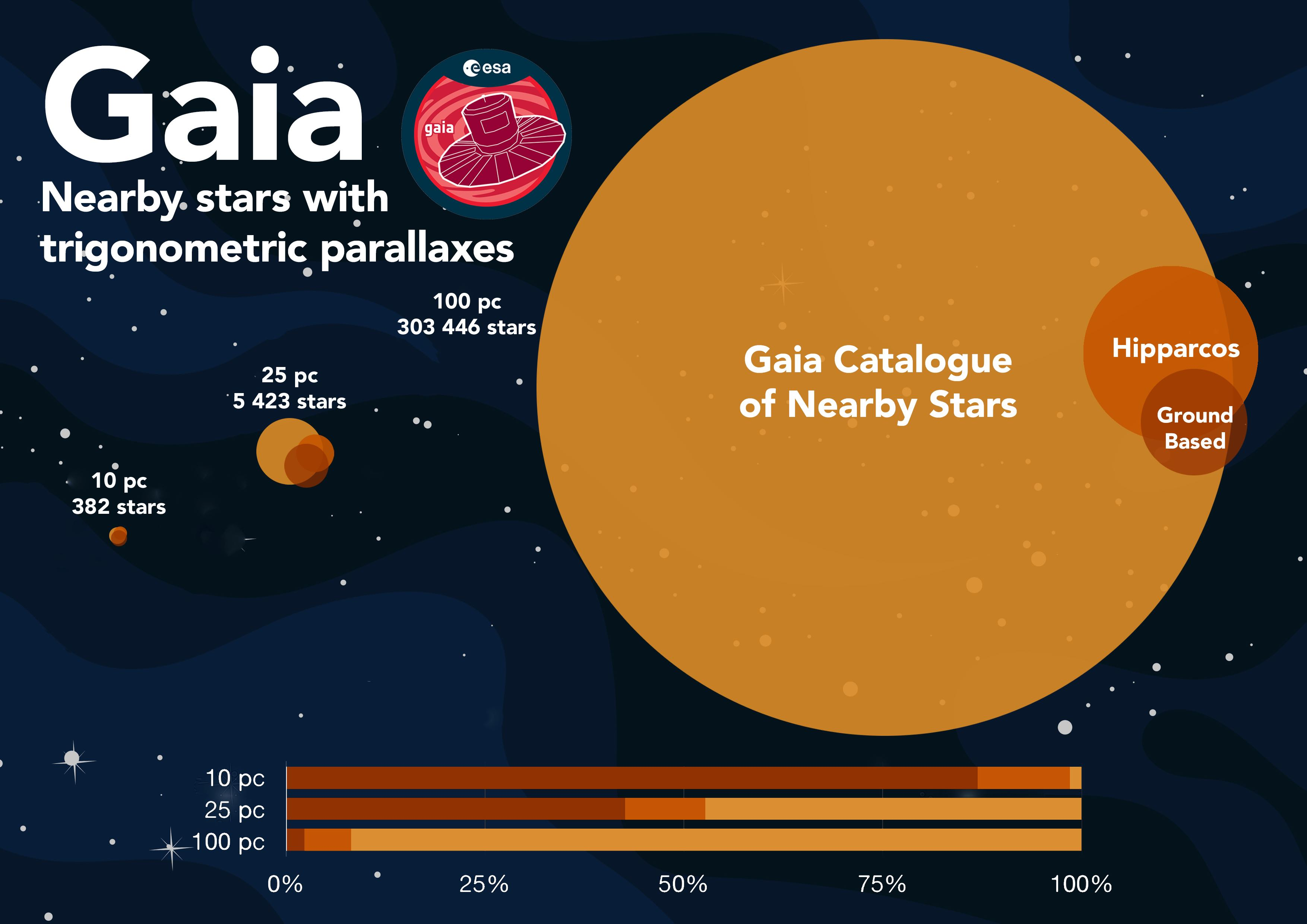
近恆星蓋亞目錄
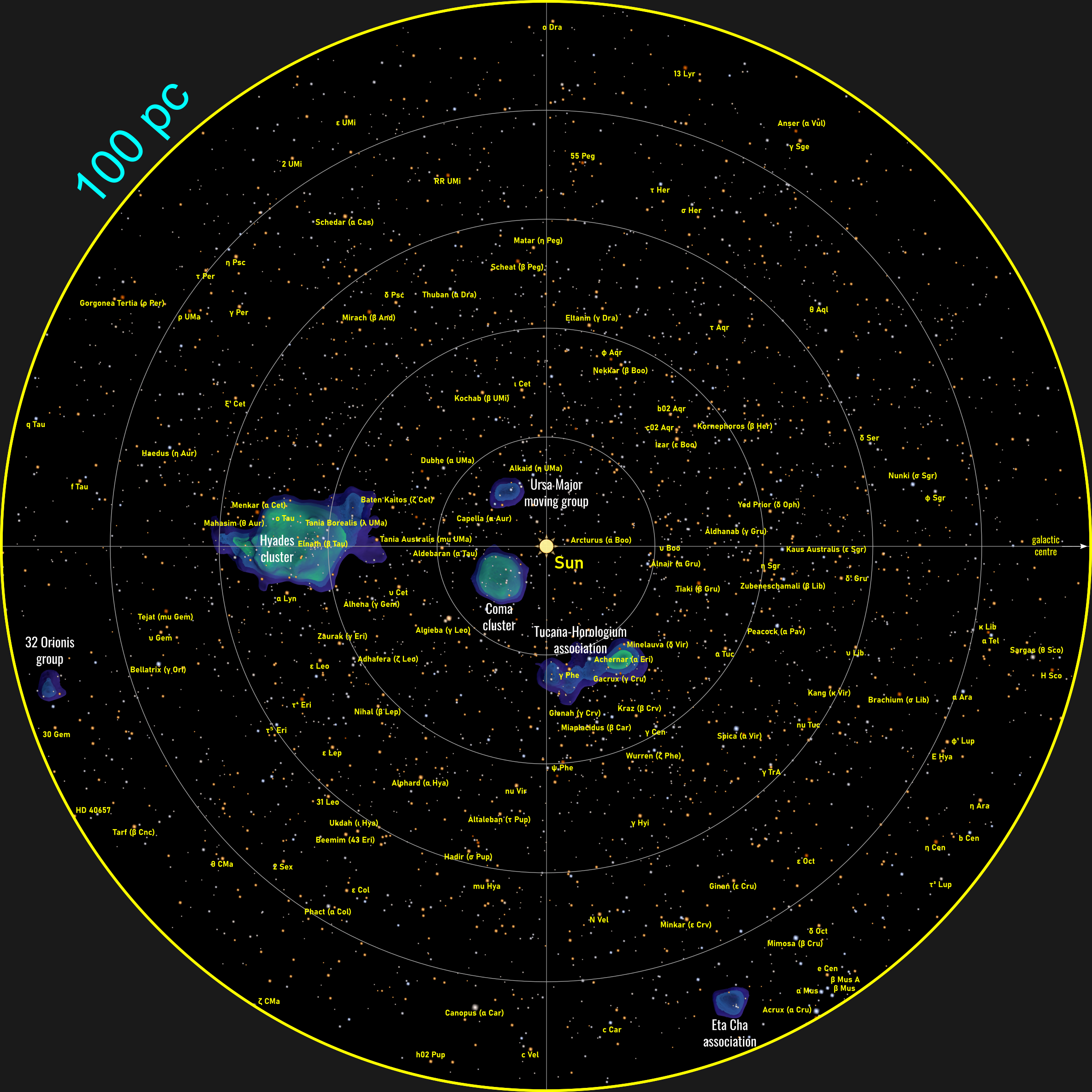
近恆星蓋亞目錄的恆星密度圖。兩張星圖的太陽都位於圖的中心。顯示了恆星密度高的區域； 這些對應於已知的星團（畢宿星團和后髮星團）和移動星團。
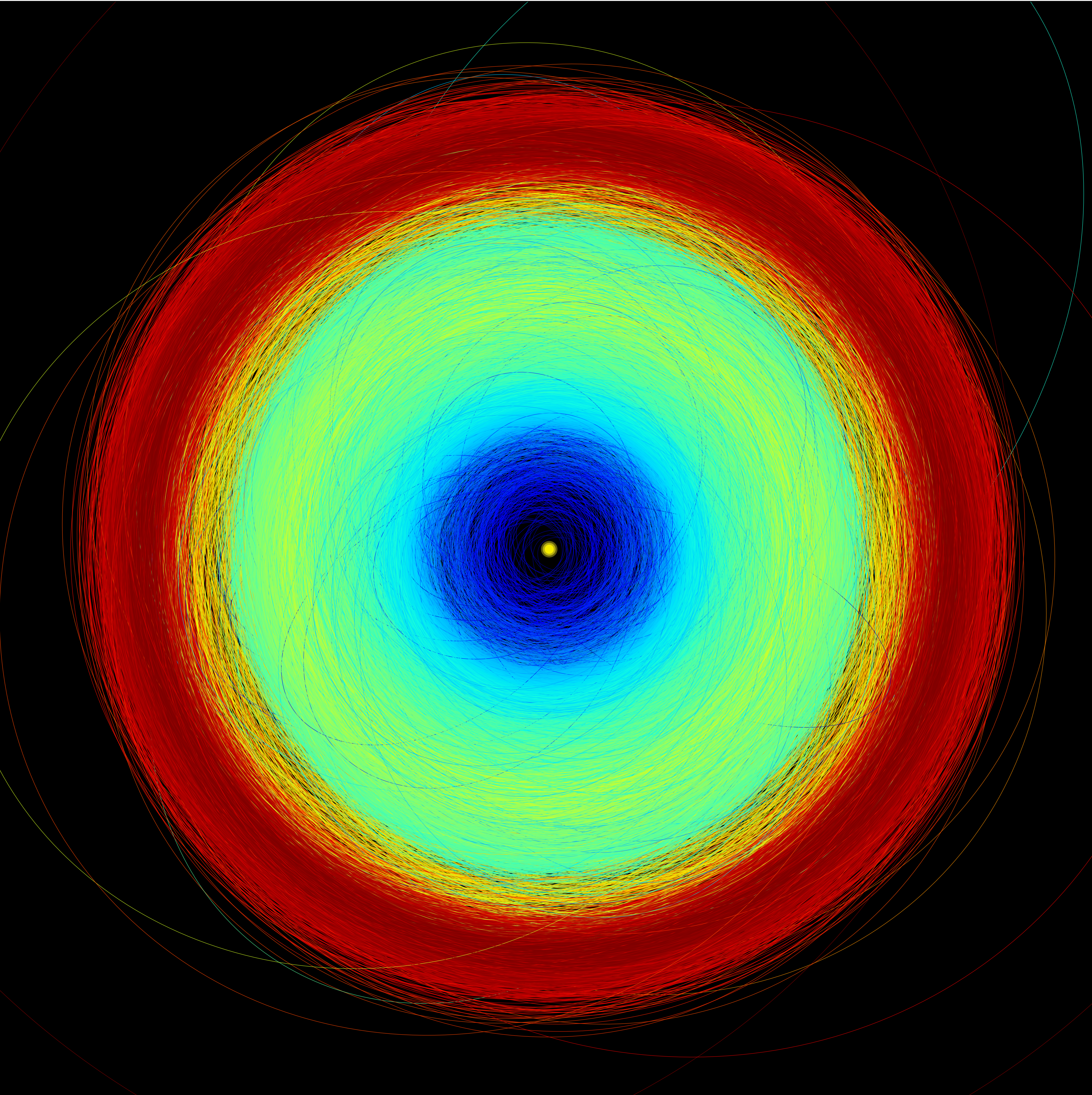
這張影像顯示了DR3中超過15萬顆小行星的軌道，從太陽系內部到木星距離處的特洛伊小行星，以不同的顏色代碼呈現。

## 蓋亞聚焦產品發佈
2023年10月發佈的蓋亞聚焦產品聚焦於庫樓增一，該地區包含50多萬顆恆星。

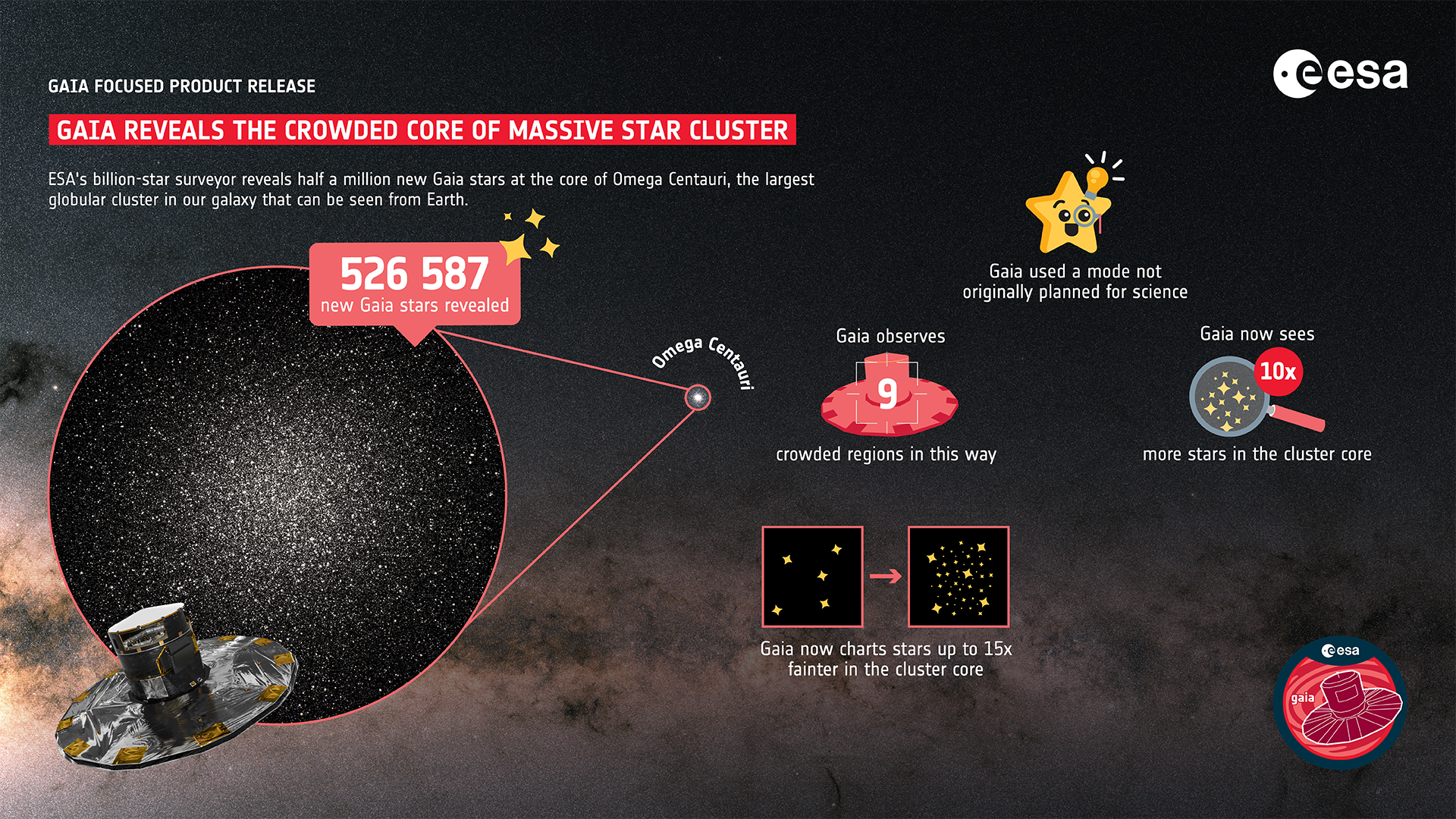
重點產品發佈
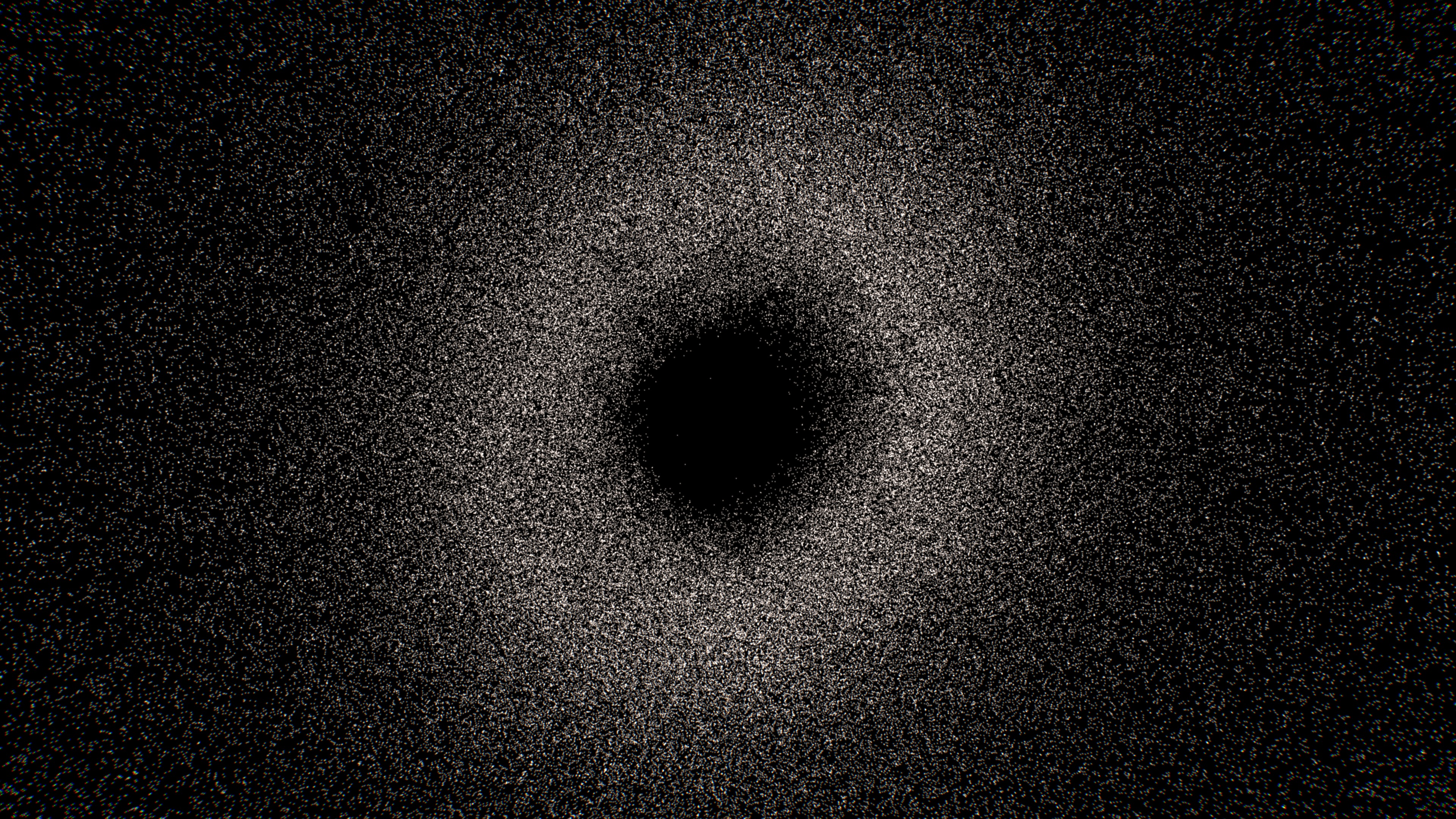
蓋亞2022年數據發佈3中的庫樓增一蓋亞視圖
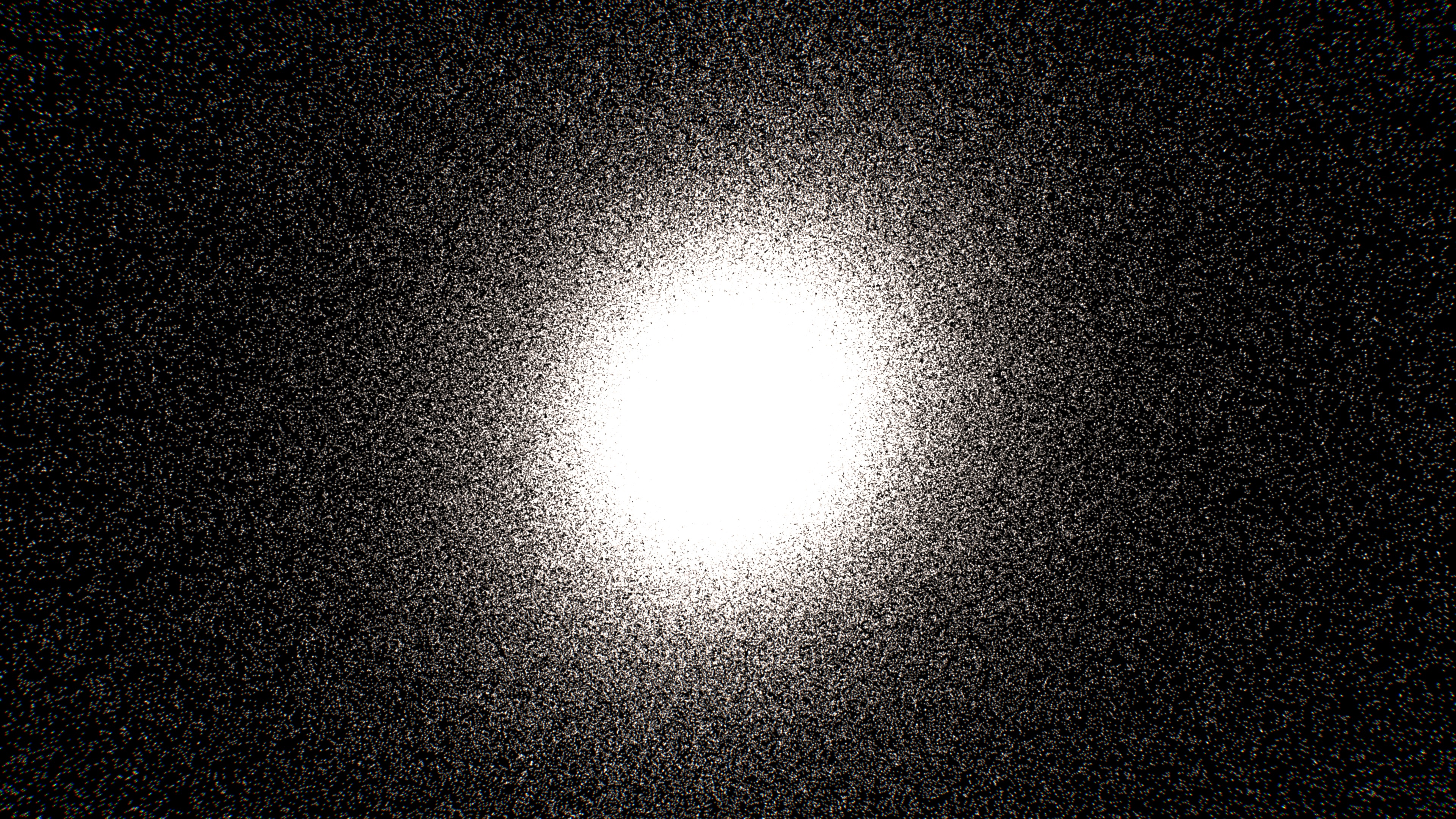
從蓋亞2023年的重點產品發佈看庫樓增一

## 蓋亞DR4和DR5
五年標稱任務，DR4，的完整數據發佈將包括完整的天體量測、光度和徑向速度目錄、變星和非單星解決方案、源分類以及恆星的多個天體物理參數、未解析聯星、星系和類星體、系外行星清單以及所有源的曆元和凌日數據。DR4中的大多數量測預計比DR2精確1.7倍；自行將精確4.5倍。
假設蓋亞任務再延長兩年至2024年末，最後一個目錄DR5，將由整整十年的數據組成。它的精度將是DR4的1.4倍，而自行的精度將比DR4高2.8倍。它將在任務結束後三年內公佈。

## 蓋亞檔案
「蓋亞」檔案是一個目錄，包含17億顆恆星的位置和亮度，包括超過13億顆恆星的距離和自行。
已經開發了一個外擴應用程序「蓋亞天空」，使用「蓋亞」數據在三維空間探索銀河系。

## 外部連結
- Gaia DR3 Documentation （页面存档备份，存于）
- Gaia EDR3 Documentation （页面存档备份，存于）
- Gaia DR2 Documentation （页面存档备份，存于）
- Gaia DR1 Documentation （页面存档备份，存于）
- ESA Gaia page （页面存档备份，存于）
- Gaia Archive （页面存档备份，存于）